# Altwildungen

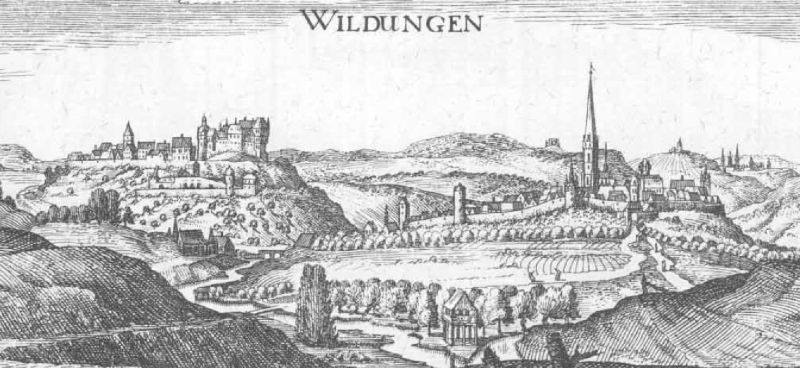
Bad Wildungen – Auszug aus der Topographia Hassiae von Matthäus Merian 1655; Alt-Wildungen mit Schloss Friedrichstein links, Nieder-Wildungen mit der Stadtkirche rechts

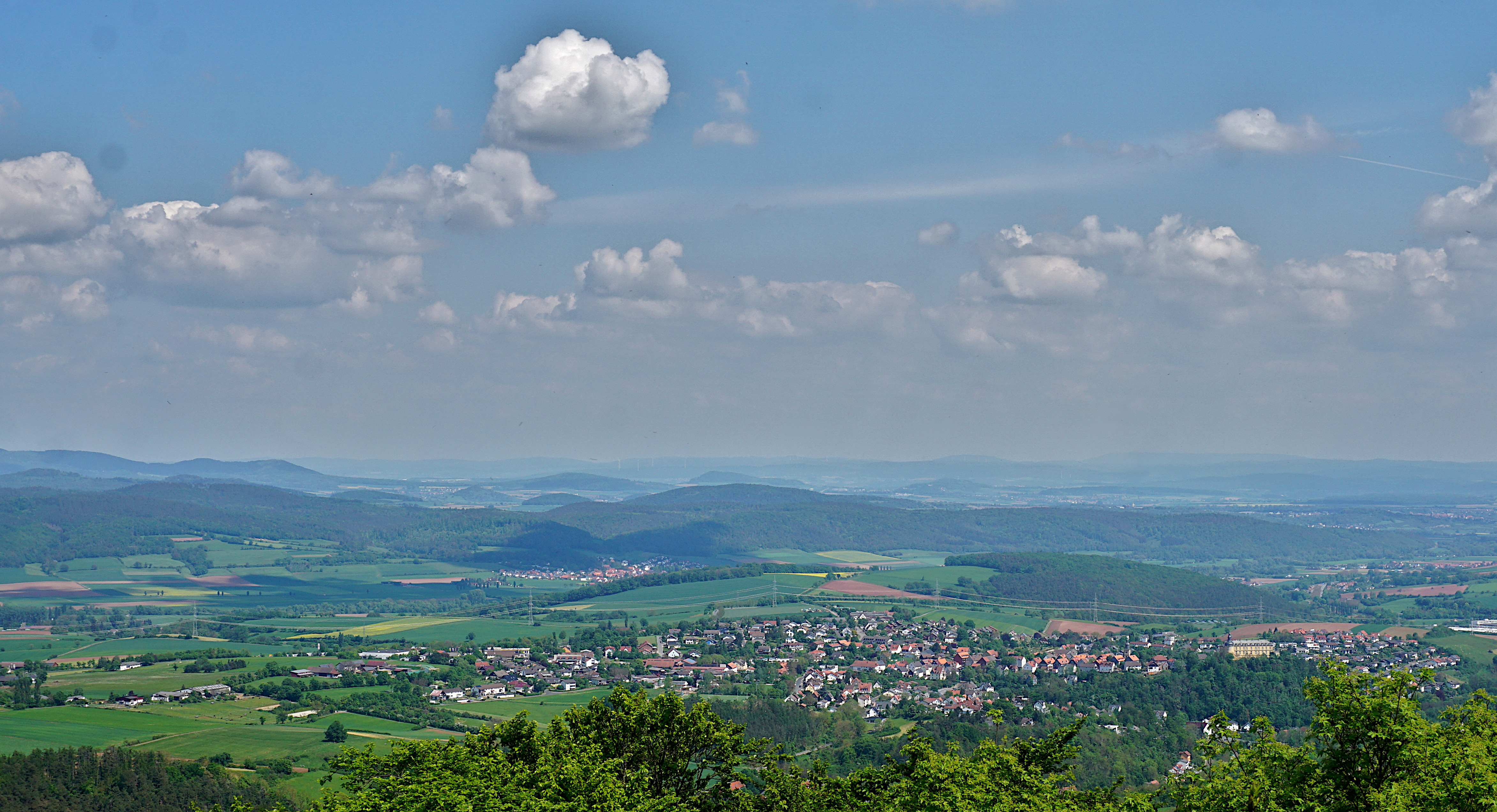
Altwildungen vom Homberg aus gesehen. Im Hintergrund Wellen, Ortsteil der Gemeinde Edertal.

Altwildungen ist der nach Einwohnerzahl zweitgrößte Ortsteil der Stadt Bad Wildungen im nordhessischen Landkreis Waldeck-Frankenberg. Der Ort hatte ab 1362 Stadtrecht und wurde 1940 in die Stadt Bad Wildungen eingemeindet.

## Geographische Lage
Altwildungen liegt direkt nordöstlich der Kernstadt, von ihr durch die Wilde getrennt. Im Ort treffen sich die Kreisstraßen 37 und 40. Die Bundesstraße 485 führt östlich um Altwildungen herum.

## Geschichte

### Ortsgeschichte

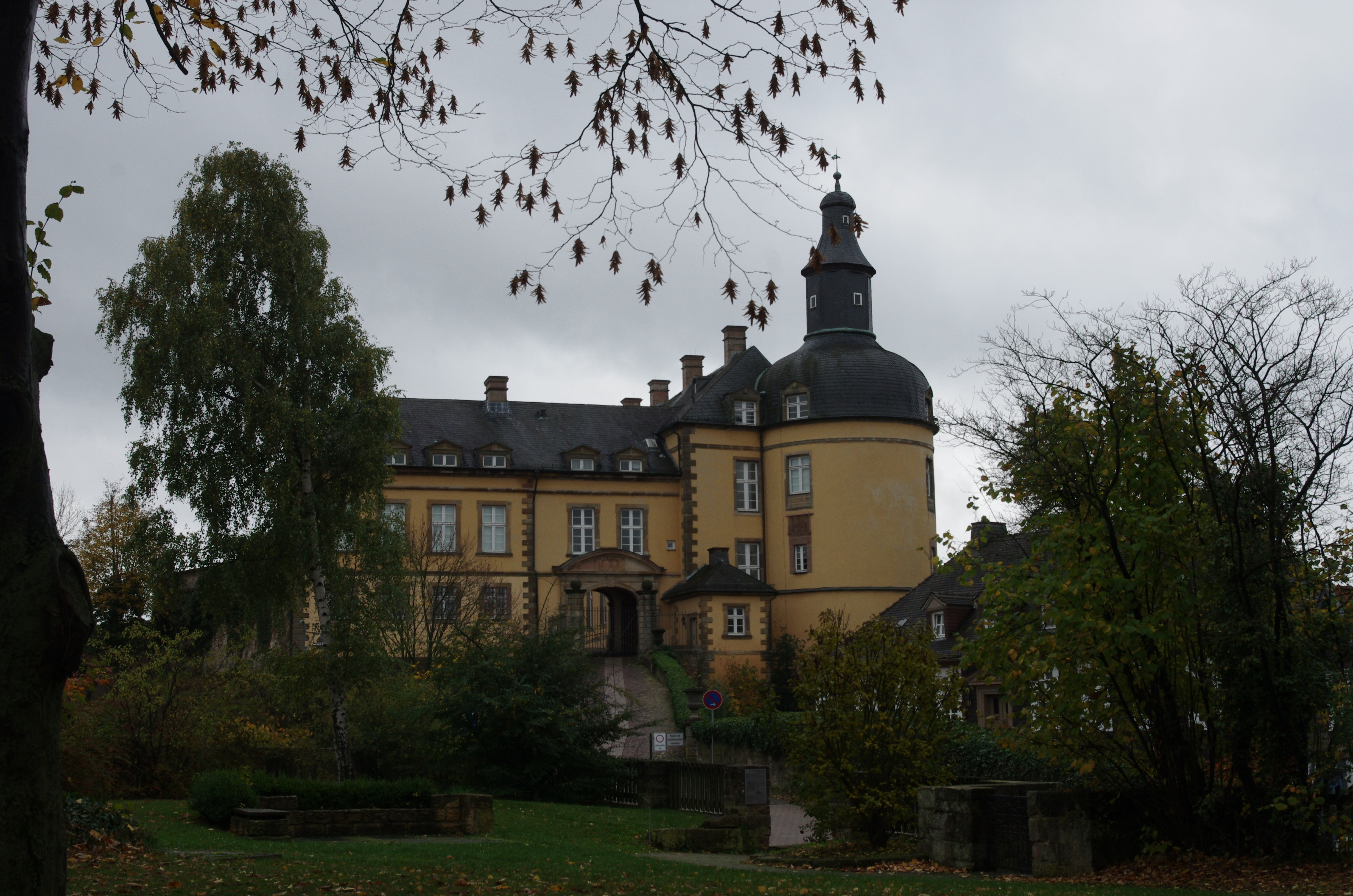
Schloss Friedrichstein

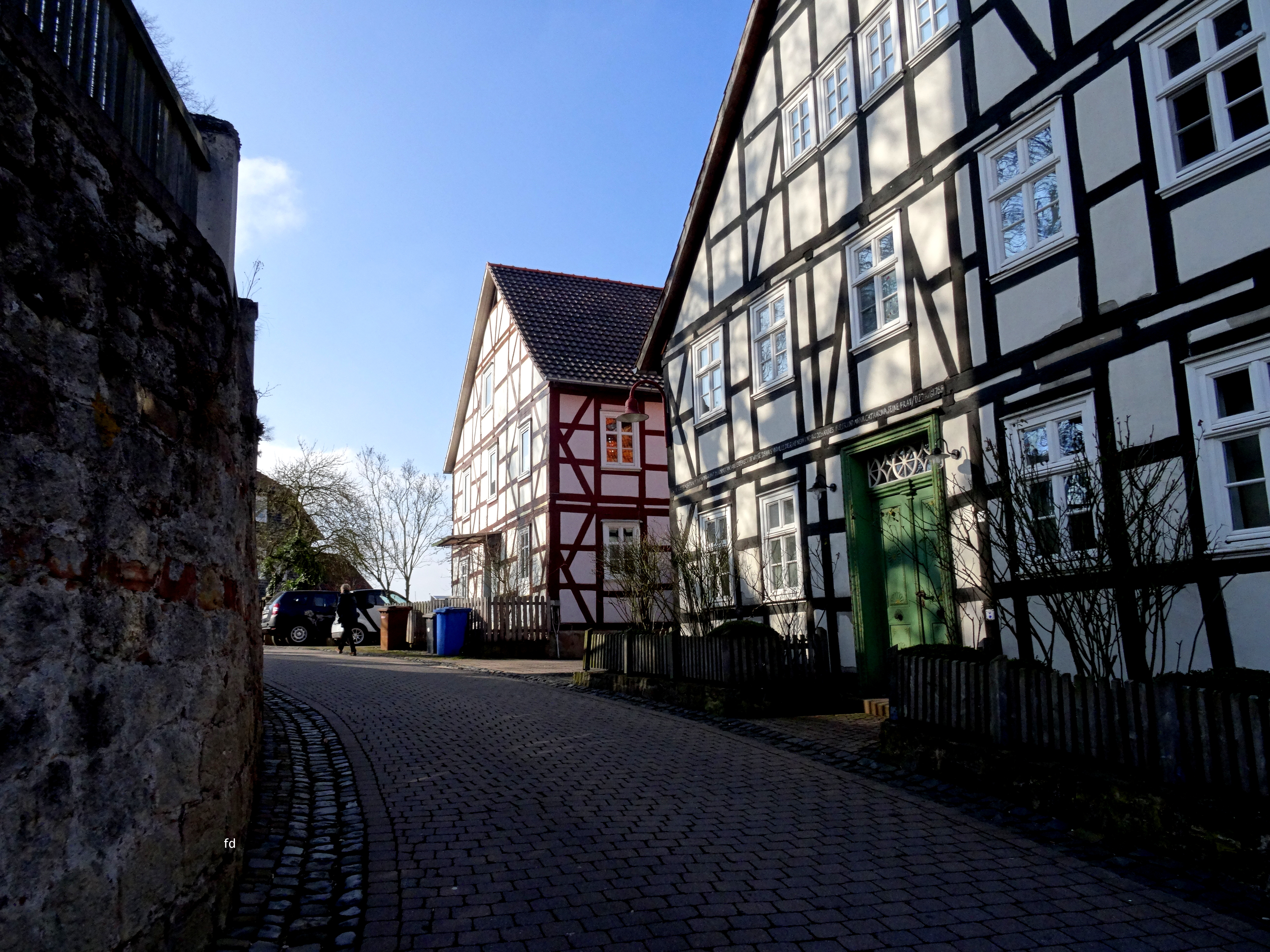
Altwildungen

Der Ort wird bekanntermaßen erstmals genannt, als um 1200 auf dem Schlossberg der Vorgängerbau des heutigen Schlosses Friedrichstein erbaut wurde. Nach 1300 trennte sich der Ort vom Schloss, und das heutige Altwildungen entstand, das im Jahre 1362 mit der Verleihung von Stadtrecht in den Kreis der Städte in der Grafschaft Waldeck aufgenommen wurde.

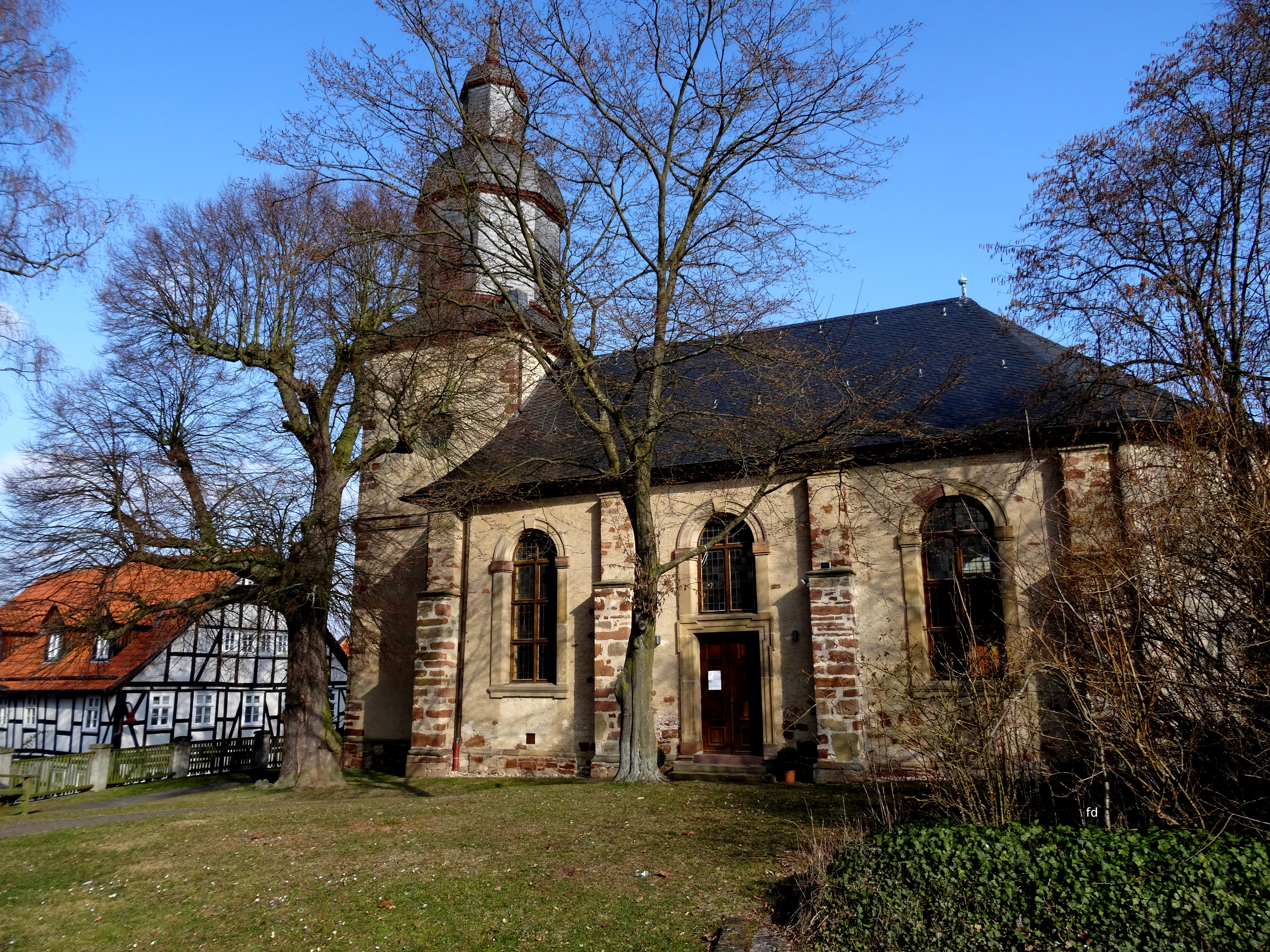
Nicolai-Kirche

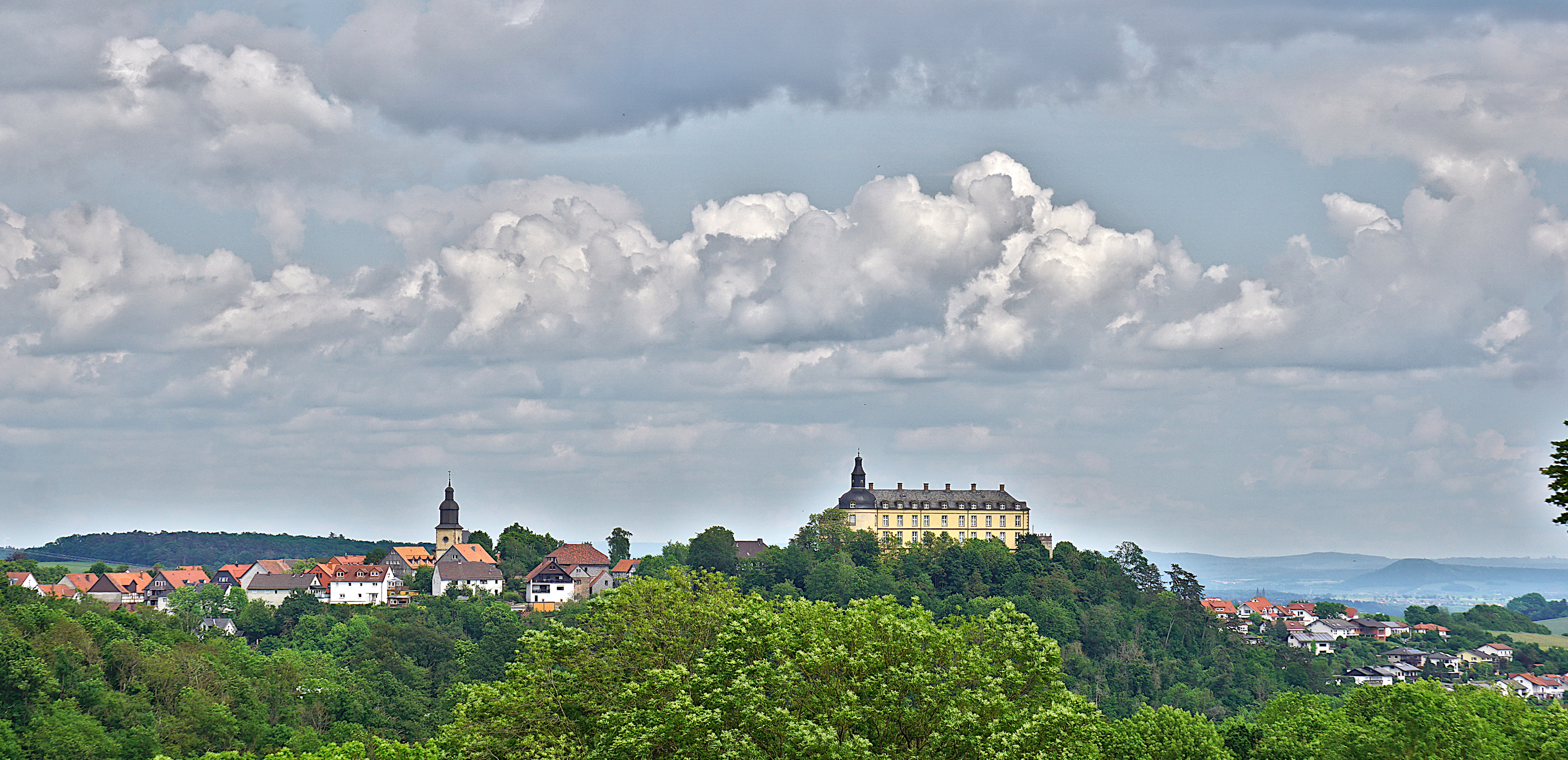
Altwildungen vom Westen aus

Die Evangelische Kirche Alt-Wildungen wurde im Mai 1732 nach elfjähriger Bauzeit eingeweiht. Architekt der auf Geheiß des Fürsten Friedrich Anton Ulrich von Waldeck und Pyrmont erbauten Kirche war dessen Hofbaumeister Julius Ludwig Rothweil. Die Kirche erhielt im Jahre 1908 den Namen Nicolai-Kirche – als Ehrung für den 1608 verstorbenen Altwildunger Pfarrer, Hofprediger und Prinzenerzieher Philipp Nicolai (1556–1608), Dichter des Kirchenlieds „Wachet auf, ruft uns die Stimme“.
Die Kirche der ehemaligen Johanniter-Kommende Wildungen, in der Nicolai gepredigt hatte und die bis zu diesem Zeitpunkt noch immer von der Kirchengemeinde Reitzenhagen benutzt worden war, wurde noch im gleichen Jahr abgebrochen. Die Kommende der Johanniter war im Jahre 1402 aus dem 1358–1369 eingerichteten Johanniter-Hospital unterhalb des Schlossbergs am linken Ufer der Wilde hervorgegangen und wurde 1532, nach der Einführung der Reformation in der Grafschaft Waldeck, säkularisiert. Sowohl von der Kirche als auch von den anderen Gebäuden der Kommende ist heute praktisch nichts mehr erhalten. Über das Grundstück des einstigen Hospitals führt heute der Riesendamm, der Alt-Wildungen mit der Kernstadt verbindet.
Am 1. Mai 1940 wurde Altwildungen in die Stadt Bad Wildungen eingemeindet.

### Verwaltungsgeschichte im Überblick
Die folgende Liste zeigt die Staaten und Verwaltungseinheiten, denen Altwildungen angehörte:
- vor 1712: Heiliges Römisches Reich, Grafschaft Waldeck, Amt Wildungen (1421–1439 an Kurmainz verpfändet)
- ab 1712: Heiliges Römisches Reich, Fürstentum Waldeck, Amt Wildungen
- ab 1807: Fürstentum Waldeck, Amt Wildungen
- ab 1815: Fürstentum Waldeck, Oberamt der Eder
- ab 1816: Fürstentum Waldeck, Oberjustizamt der Eder
- ab 1850: Fürstentum Waldeck-Pyrmont (seit 1849), Kreis der Eder[Anm. 1]
- ab 1867: Fürstentum Waldeck-Pyrmont (Akzessionsvertrag mit Preußen), Kreis der Eder
- ab 1871: Deutsches Reich, Fürstentum Waldeck-Pyrmont, Kreis der Eder
- ab 1919: Deutsches Reich, Freistaat Waldeck-Pyrmont, Kreis der Eder
- ab 1929: Deutsches Reich, Freistaat Preußen, Provinz Hessen-Nassau, Regierungsbezirk Kassel, Kreis der Eder
- ab 1940: Deutsches Reich, Freistaat Preußen, Provinz Hessen-Nassau, Regierungsbezirk Kassel, Kreis der Eder, Stadt Bad Wildungen[Anm. 2]

### Bevölkerung
Einwohnerstruktur 2011
Nach den Erhebungen des Zensus 2011 lebten am Stichtag dem 9. Mai 2011 in Altwildungen 2550 Einwohner. Darunter waren 141 (5,5 %) Ausländer.
Nach dem Lebensalter waren 414 Einwohner unter 18 Jahren, 1044 waren zwischen 18 und 49, 661 zwischen 50 und 64 und 531 Einwohner waren älter.
Die Einwohner lebten in 1164 Haushalten. Davon waren 402 Singlehaushalte, 333 Paare ohne Kinder und 321 Paare mit Kindern, sowie 81 Alleinerziehende und 27 Wohngemeinschaften. In 252 Haushalten lebten ausschließlich Senioren und in 789 Haushaltungen leben keine Senioren.
Einwohnerentwicklung
| Quelle: Historisches Ortslexikon |                          |
| • 1541:                          | 42 Häuser                |
| • 1620:                          | 40 Häuser                |
| • 1650:                          | 33 Häuser                |
| • 1738:                          | 49 Wohnhäuser            |
| • 1770:                          | 46 Häuser, 271 Einwohner |

| Altwildungen: Einwohnerzahlen von 1770 bis 2020 | Altwildungen: Einwohnerzahlen von 1770 bis 2020 | Altwildungen: Einwohnerzahlen von 1770 bis 2020 | Altwildungen: Einwohnerzahlen von 1770 bis 2020 | Altwildungen: Einwohnerzahlen von 1770 bis 2020 |
| --- | ----------------------------------------------- | ----------------------------------------------- | ----------------------------------------------- | ----------------------------------------------- |
| Jahr |                                                 |                                                 |                                                 | Einwohner                                       |
| 1770 | 1770                                            |                                                 | 271                                             | 271                                             |
| 1800 | 1800                                            |                                                 | ?                                               | ?                                               |
| 1834 | 1834                                            |                                                 | 433                                             | 433                                             |
| 1840 | 1840                                            |                                                 | 467                                             | 467                                             |
| 1846 | 1846                                            |                                                 | 462                                             | 462                                             |
| 1852 | 1852                                            |                                                 | 471                                             | 471                                             |
| 1858 | 1858                                            |                                                 | 487                                             | 487                                             |
| 1864 | 1864                                            |                                                 | 454                                             | 454                                             |
| 1871 | 1871                                            |                                                 | 441                                             | 441                                             |
| 1875 | 1875                                            |                                                 | 438                                             | 438                                             |
| 1885 | 1885                                            |                                                 | 463                                             | 463                                             |
| 1895 | 1895                                            |                                                 | 546                                             | 546                                             |
| 1905 | 1905                                            |                                                 | 616                                             | 616                                             |
| 1910 | 1910                                            |                                                 | 634                                             | 634                                             |
| 1925 | 1925                                            |                                                 | 691                                             | 691                                             |
| 1939 | 1939                                            |                                                 | 924                                             | 924                                             |
| 1946 | 1946                                            |                                                 | ?                                               | ?                                               |
| 1950 | 1950                                            |                                                 | ?                                               | ?                                               |
| 1956 | 1956                                            |                                                 | ?                                               | ?                                               |
| 1961 | 1961                                            |                                                 | ?                                               | ?                                               |
| 1967 | 1967                                            |                                                 | ?                                               | ?                                               |
| 1980 | 1980                                            |                                                 | ?                                               | ?                                               |
| 1990 | 1990                                            |                                                 | ?                                               | ?                                               |
| 2000 | 2000                                            |                                                 | ?                                               | ?                                               |
| 2011 | 2011                                            |                                                 | 2.550                                           | 2.550                                           |
| 2015 | 2015                                            |                                                 | 2.332                                           | 2.332                                           |
| 2020 | 2020                                            |                                                 | 2.290                                           | 2.290                                           |
| Datenquelle: Historisches Gemeindeverzeichnis für Hessen: Die Bevölkerung der Gemeinden 1834 bis 1967. Wiesbaden: Hessisches Statistisches Landesamt, 1968. Weitere Quellen: bis 1967 LAGIS; Stadt Bad Wildungen; Zensus 2011 |                                                 |                                                 |                                                 |                                                 |

## Persönlichkeiten

### Bürgermeister
- Burghard Hoos (1814–1820)
- Ludwig Osterhold (1821–1822, 1823–1824)
- Jost Gleisner (1824–1828, 1834–1835)
- Daniel Kraft (1829–1832)
- Johannes Christian Sälzer (1835–1836, 1837–1838)
- Philipp Krummel (Politiker, 1795) (1838–1848)
- Philipp Krummel (Politiker, 1870) (1914–1919)

### Söhne und Töchter des Ortes
- Jost Gleisner (1784–1835), Landwirt, Bürgermeister und Politiker
- Philipp Waldeck (1794–1852), Jurist und Politiker
- Wilhelm Mogk (1804–1868), Jurist und Mitglied der 7. Landstände des Fürstentums Waldeck
- Hermann Brand (1857–1929), Kaufmann und Politiker (DDP)